# 阿羅斯 (加利福尼亞州)
阿羅斯（英語：Arroz）是位於美國加利福尼亞州優洛縣的一個非建制地區。該地的面積和人口皆未知。

## 地理
阿羅斯的座標為38°37′15″N 121°58′16″W / 38.62083°N 121.97111°W，而該地的平均海拔高度為49米（即161英尺）。